# 莫什多什
莫什多什，是匈牙利绍莫吉州所辖的一个村。总面积16.95平方公里，总人口1012，人口密度59.7人/平方公里（2011年1月1日）。